# CAHL 1926/27
Die Saison 1926/27 war die erste reguläre Saison der Canadian-American Hockey League (CAHL). Meister wurden die Springfield Indians.

## Modus
In der regulären Saison absolvierten die fünf Mannschaften jeweils 32 Spiele. Die drei bestplatzierten Mannschaften qualifizierten sich für die Playoffs, wobei der Erstplatzierte in der ersten Runde ein Freilos hatte. Für das Weiterkommen in den Playoffs waren die erzielten Tore entscheidend. Für einen Sieg erhielt jede Mannschaft zwei Punkte, bei einem Unentschieden einen Punkt und bei einer Niederlage null Punkte.

## Reguläre Saison

### Tabelle
Abkürzungen: GP = Spiele, W = Siege, L = Niederlagen, T = Unentschieden, GF = Erzielte Tore, GA = Gegentore, Pts = Punkte
|                     | GP | W  | L  | T | GF | GA | Pts |
| ------------------- | -- | -- | -- | - | -- | -- | --- |
| New Haven Eagles    | 32 | 18 | 14 | 0 | 73 | 66 | 36  |
| Springfield Indians | 32 | 14 | 13 | 5 | 59 | 53 | 33  |
| Castors de Québec   | 32 | 15 | 14 | 3 | 69 | 67 | 33  |
| Boston Tigers       | 32 | 14 | 15 | 3 | 48 | 46 | 31  |
| Providence Reds     | 32 | 12 | 17 | 3 | 50 | 67 | 27  |

## Playoffs
|  | Halbfinale | Halbfinale          | Halbfinale |  |  | Finale | Finale              | Finale |
|  |            |                     |            |  |  |        |                     |        |
|  |            |                     |            |  |  |        |                     |        |
|  | 1          | New Haven Eagles    |            |  |  |        |                     |        |
|  |            | Freilos             |            |  |  |        |                     |        |
|  |            |                     |            |  |  | 1      | New Haven Eagles    | 5      |
|  |            |                     |            |  |  | 2      | Springfield Indians | 9      |
|  | 2          | Springfield Indians | 2          |  |  |        |                     |        |
|  | 3          | Castors de Québec   | 1          |  |  |        |                     |        |
|  |            |                     |            |  |  |        |                     |        |